# Richland (Kansas)
Richland è una città fantasma degli Stati Uniti d'America della contea di Shawnee nello Stato del Kansas. È nota per essere il luogo di nascita di Georgia Neese Clark Gray, la prima donna tesoriere degli Stati Uniti.

## Storia
Nell'ottobre del 1854, Charles Matney si stabilì nell'area che sarebbe diventata Richland, vicino alla confluenza del Camp Creek con il Wakarusa. Nel 1857 fu aperto un ufficio postale a nord della città e fu costruita una scuola, utilizzando dei tronchi, nell'angolo nord-est della terra di Matney. Alla fine Richland divenne il centro di una ricca regione agricola e le sue attività comprendevano una banca, un barbiere, una chiesa, due fabbri, due medici, una farmacia, diverse logge, un hotel e un negozio. Nei primi anni 1870, Richland divenne una stazione sulla St. Louis, Lawrence and Denver Railroad, tuttavia la ferrovia esistette per un breve periodo e cessò di esistere nel 1894.
Negli anni 1890 la popolazione era arrivata vicino ai 300 abitanti ed erano presenti anche un deposito di legname, due modisterie e una gelateria, tra gli altri. Nel 1893, a Richland venne fondato anche un giornale, l'Argosy, che si occupava di notizie locali, ma anche di quelle sulle comunità vicine, tra cui Twin Mound, Overbrook e Clinton. Nell'estate del 1894, Laura Ingalls Wilder passò attraverso Richland con suo marito e sua figlia. Wilder annotò nel suo diario, descrivendo la cordialità degli abitanti, che "[noi] potremmo tornare qui se non ci piace lì [nel Missouri]".
Nell'ottobre del 1903, a Richland fu inaugurata la Richland Street Fair, una festa annuale che comprendeva sfilate, giochi e talent show. Nel 1949, Georgia Neese Clark fu nominata dal presidente Harry Truman come tesoriere degli Stati Uniti, che fu fino al 1953. Nel 1967, il lago Clinton stava diventando più di una realtà. Alcune aziende di Richland si trasferirono un miglio a nord del sito, chiamando la nuova "città" New Richland Corners e la fiera d'addio si tenne nel luglio del 1967, tuttavia l'anno successivo la Richland Fair Association tenne un'altra fiera finale.
L'ufficio postale fu chiuso nel 1969, che venne spostato di sede nel 1974. Oggi rimangono pochi resti di Richland, solo alcune rovine di edifici, frammenti di strade lastricate e il cimitero. La maggior parte del sito della città si trovava su terreni di proprietà dello U.S. Army Corps of Engineers. Le mappe quadrilatografiche dello U.S. Geological Survey mostrano la posizione originale a 38.887699, -95.528589, ad un'altitudine di 900 piedi, e la brochure di COE afferma che Flood Control Pool è a 903,4 piedi.